# 大牟田警察署
大牟田警察署（おおむたけいさつしょ）は、福岡県警察が管轄する警察署の一つで、筑後地区に属する。
署長の階級は警視。かつては、三池闘争に代表される大規模な労働争議の激戦地であったことと、熊本県警察との隣接警察署であり、県境を跨いだ事件において荒尾警察署と折衝する際を考慮し、荒尾警察署長（警視）より階級が高い警視正（国家公務員（地方警務官）が長らく配置されていたが、人口と犯罪の減少に伴い門司警察署とともに警視に格下げされた。

## 概要
有明海沿岸の密漁を取り締まるため、日本の警察としては全国で唯一の密漁係がある。
管内には指定暴力団・九州誠道会の本部及び中核団体である村上一家が存在する。

## 所在地
- 福岡県大牟田市不知火町3丁目8番地
（国道208号線「大牟田警察署前」交差点近く。）

## 管轄区域
- 大牟田市

## 沿革
- 1877年（明治10年）2月25日 - 柳河警察署三池分署を開設。
- 1886年（明治19年）9月1日 - 三池分署を廃止し、大牟田巡査派出所が大牟田警察署となる。
- 1948年（昭和23年）3月7日 - 旧警察法施行に伴い自治体警察の大牟田市警察署と国家地方警察三山地区警察署に分離。
- 1954年（昭和29年）7月1日 - 改正警察法施行により福岡県警察が発足し、福岡県大牟田警察署となる。三池郡高田村（現みやま市高田町）の管轄が瀬高警察署から移管される。
- 1960年（昭和30年）3月27日 - 三池闘争の激化に伴い、署内に警備本部を設置。他都道府県警察を含む各署からの増援を得て特別警備体制を敷く。
- 1960年（昭和30年）12月8日 - 三池闘争が鎮静化し、警備本部を解散。
- 1973年（昭和48年）3月31日 - 現庁舎新築。
- 2003年（平成15年）8月27日 - 県下全域交番・駐在所再編により、8交番12駐在所を廃止（統廃合）し、高田、倉永駐在所を交番化。
- 2010年（平成22年）4月1日 - 瀬高警察署が柳川警察署と統合した事に伴い、旧高田町を含むみやま市全域が柳川署の管轄になった事から、大牟田署の管轄が大牟田市内のみとなる[1]。

## 組織
- 総務課
- 会計課
- 生活安全課
- 刑事課
- 交通課
- 警備課
- 地域課

## 交番
| 名称       | 読み           | 所在地                       |
| ---------- | -------------- | ---------------------------- |
| 倉永交番   | くらなが       | 大牟田市大字倉永353番地6     |
| 銀水交番   | ぎんすい       | 大牟田市大字草木433番地1     |
| 大正町交番 | たいしょうまち | 大牟田市大正町1丁目10番地2   |
| 駅前交番   | えきまえ       | 大牟田市不知火町1丁目4番地12 |
| 勝立交番   | かつだち       | 大牟田市馬渡町9番地16        |
| 三里交番   | みさと         | 大牟田市三川町5丁目4番地3    |

## 警備艇
密漁取締り活動に使用するため、1982年（昭和57年）から警備艇が配置されている。
- ちくご

## 事件・不祥事
2004年（平成16年）、勝立交番勤務の新任巡査が出身地である佐賀県鳥栖市などで女児を連れ回して佐賀県鳥栖警察署に逮捕されるという事件が発生。
同年秋に発生した大牟田4人殺害事件では、被疑者のうちの1人が警察署内で拳銃自殺を図ったり、また別の被疑者1人を福岡地方検察庁久留米支部から脱走させてしまうなどの失態が相次ぎ、住民から激しい非難を浴びた。
1989年（平成元年）6月30日から7月1日に大牟田市草木の薬局（国道208号沿い）で経営者の老夫婦が殺害された殺人事件では5万人近くの捜査員を投入し、約18000人の聞き込みを行ったが犯人逮捕には至らず、事件から15年後の2004年6月30日0時に公訴時効が成立、未解決事件となった。時効成立後、現場の薬局は解体された。